# Haute École Léonard de Vinci
De Haute École Léonard de Vinci is een Franstalige Belgische hogeschool, genoemd naar de universele kunstenaar Leonardo da Vinci. Ze is voornamelijk gevestigd in Brussel en Louvain-la-Neuve. Het biedt opleidingen (bachelor en master) en specialisaties in drie sectors :
- Gezondheid
- Sociale wetenschappen
- Wetenschap en Technologie

Het werd in 1995 opgericht door fusie van zes instellingen voor hoger onderwijs:
- Institut superieur industriel (E.C.A.M.), een school voor industrieel ingenieurs te Brussel.
- twee normaalscholen te Nijvel en te Louvain-la-Neuve.
- Institut superieur "Parnasse" te Brussel; bekend voor zijn opleidingen in lichamelijke opleiding, kinesitherapie, ...
- Institut libre "Marie Haps", Brussel. Een school die gestart is (1919) als hoger opleidingsinstituut voor vrouwen, -toen de universiteit voor vrouwen nog taboe was- onder de auspiciën van de toen nog unitaire Katholieke Universiteit te Leuven. Ook prinses Mathilde liep er school. Het instituut biedt onderwijs aan op de domeinen: talen (uitwisseling met de Nederlandstalige tegenhanger binnen het Vlekho), audiologie/logopedie en psychologie. Het is gelegen in de Europese wijk. In 2014 werd het departement vertalen & tolkkunde een nieuwe faculteit van de Universiteit Saint-Louis - Bruxelles.
- Institut Paul Lambin, Brussel, met bachelor-opleidingen in chemie, informatica, ...
- Institut supérieur d'enseignement infirmier, Brussel; een verpleegopleiding.

In 2019 verlaat ECAM de Haute École Léonard de Vinci. Sinds september 2019 is het bestuur van de Haute École Léonard de Vinci herzien en hebben de historische instituten plaatsgemaakt voor de drie sectoren (gezondheid; sociale wetenschappen ; wetenschap en technologie).